# ريبيكا ميلر
ريبيكا ميلر (بالإنجليزية: Rebecca Miller)‏ ولدت 15 سبتمبر 1962 في روكسبري. هي كاتبة سيناريو، ومخرجة سينمائية، وممثلة، ونحّاتة، ورسامة، وكاتبة من الولايات المتحدة الأمريكية.

## التعليم
تعلمت في جامعة ييل، وقاعة تشوات روزماري ‏

## روابط خارجية
- ريبيكا ميلر على موقع IMDb (الإنجليزية)
- ريبيكا ميلر على موقع مونزينجر (الألمانية)
- ريبيكا ميلر على موقع ألو سيني (الفرنسية)
- ريبيكا ميلر على موقع أول موفي (الإنجليزية)
- ريبيكا ميلر على موقع قاعدة بيانات الأفلام السويدية (السويدية)
- ريبيكا ميلر على موقع ديسكوغز (الإنجليزية)
- ريبيكا ميلر على موقع قاعدة بيانات الفيلم (الإنجليزية)
- ريبيكا ميلر على موقع كينوبويسك (الروسية)